# 테니스 신발을 신은 컴퓨터
테니스 신발을 신은 컴퓨터(The Computer Wore Tennis Shoes)는 미국에서 제작된 로버트 버틀러 감독의 1969년 영화이다. 커트 러셀 등이 주연으로 출연하였고 빌 앤더슨 등이 제작에 참여하였다.

## 출연

### 주연
- 커트 러셀
- 케서 로메로

### 조연
- 조 플린
- 윌리엄 솨러트
- 앨런 휴윗
- 리처드 바카리안
- 데비 페인
- 프랭크 웹
- 마이클 맥그리비
- 존 프로보스트
- 프랭크 웰커
- 알렉산더 클락
- 빙 러셀
- 팻 해링턴 주니어
- 프리츠 펠드
- 에드 비글리 주니어
- 폴 브래들리
- 데이비드 카나리
- 하워드 컬버
- 로버트 폴크
- 마이론 힐리
- 조나단 홀
- 케너 G. 켐프
- 헤더 멘지스
- 조지 N. 네이즈
- 저드슨 프랫
- 브루스 로드월트
- 제프리 세이리
- 올란 소울
- 존 클리프
- 바이런 모로우
- 윌리엄 포셋
- 프레드 알드리치
- 파비안 딘
- 그레고리 모턴
- 피터 리너데이
- 할 타가트

## 제작진
- 세트: 할 가우스먼
- 세트: 에밀 쿠리